# JABA関東選抜リーグ
JABA関東選抜リーグ（JABAかんとうせんばつリーグ）は、日本野球連盟の関東地区連盟が主催する社会人野球の企業チームによる公式戦である。

## 概要
社会人野球では、7月に行われる都市対抗野球大会と11月に行われる社会人野球日本選手権大会の2大大会のほかには、3月から5月にかけて行われる地区連盟主催大会が公式戦として位置づけられているが、そのほかには公式戦は行われず、各県連盟が独自に行うトーナメントや大学チームとの対抗戦がある程度で、あとは単発的にチーム同士が練習試合（オープン戦）を行っているのが通例である。
しかし、他地区に比べて実力の高い企業チームの多い関東地区においては、互いに切磋琢磨させる機会を与えるため、1980年から関東地区連盟に所属する企業チーム（専門学校チームを除く）を3ブロックに分け、前期（4 - 6月）、後期（9、10月）で総当たり戦を行なう同大会を開始した。会場は関東エリアで参加チーム登録都県の各地球場で、平日開催が多い。入場料は無料となっている。
毎年、上位の8チームが決勝トーナメント戦に位置づけられているJABA関東選手権大会に出場し、優勝を争っている。1998年から2010年までは、各ブロック上位3チームと主催者から推薦を受けたチームが、関東地区連盟傘下の千葉県野球連盟が主催のJABA千葉市長杯争奪野球大会に出場していた。しかし、地区連盟の決勝を県連盟主催の大会で行なうという不自然な形であったため、2011年から前述のJABA関東選手権大会が新たに創設され、千葉市長杯大会は廃止となった。

## 歴代優勝チーム
（第19回 - 第31回はJABA千葉市長杯争奪野球大会の優勝チーム、第32回以降はJABA関東選手権大会の優勝チーム。）
- 第1回（1980年）　東芝
- 第2回（1981年）　日本通運
- 第3回（1982年）　プリンスホテル
- 第4回（1983年）　東芝
- 第5回（1984年）　電電東京
- 第6回（1985年）　東芝
- 第7回（1986年）　NTT関東
- 第8回（1987年）　東芝府中

- 第9回（1988年）　本田技研
- 第10回（1989年）　本田技研
- 第11回（1990年）　富士重工業[1]
- 第12回（1991年）　熊谷組
- 第13回（1992年）　優勝チームなし[2]
- 第14回（1993年）　川崎製鉄千葉
- 第15回（1994年）　日立製作所
- 第16回（1995年）　東芝
- 第17回（1996年）　NTT関東
- 第18回（1997年）　いすゞ自動車
- 第19回（1998年）　NTT関東
- 第20回（1999年）　日石三菱
- 第21回（2000年）　日産自動車
- 第22回（2001年）　日本通運
- 第23回（2002年）　新日本製鐵君津
- 第24回（2003年）　富士重工業
- 第25回（2004年）　富士重工業
- 第26回（2005年）　シダックス
- 第27回（2006年）　東京ガス
- 第28回（2007年）　セガサミー
- 第29回（2008年）　JFE東日本
- 第30回（2009年）　日産自動車
- 第31回（2010年）　JFE東日本
- 第32回（2011年）　セガサミー
- 第33回（2012年）　JR東日本
- 第34回（2013年）　富士重工業[3]
- 第35回（2014年）　Honda[4]
- 第36回（2015年）　日本通運[5]
- 第37回（2016年）　Honda[6]
- 第38回（2017年）　日立製作所[7]
- 第39回（2018年）　明治安田生命[8]
- 第40回（2019年）　NTT東日本[9]
- 2020年、2021年は中止
- 2022年　日本通運[10]